# 布阿爾費

32°31′8″N 1°58′39″W / 32.51889°N 1.97750°W

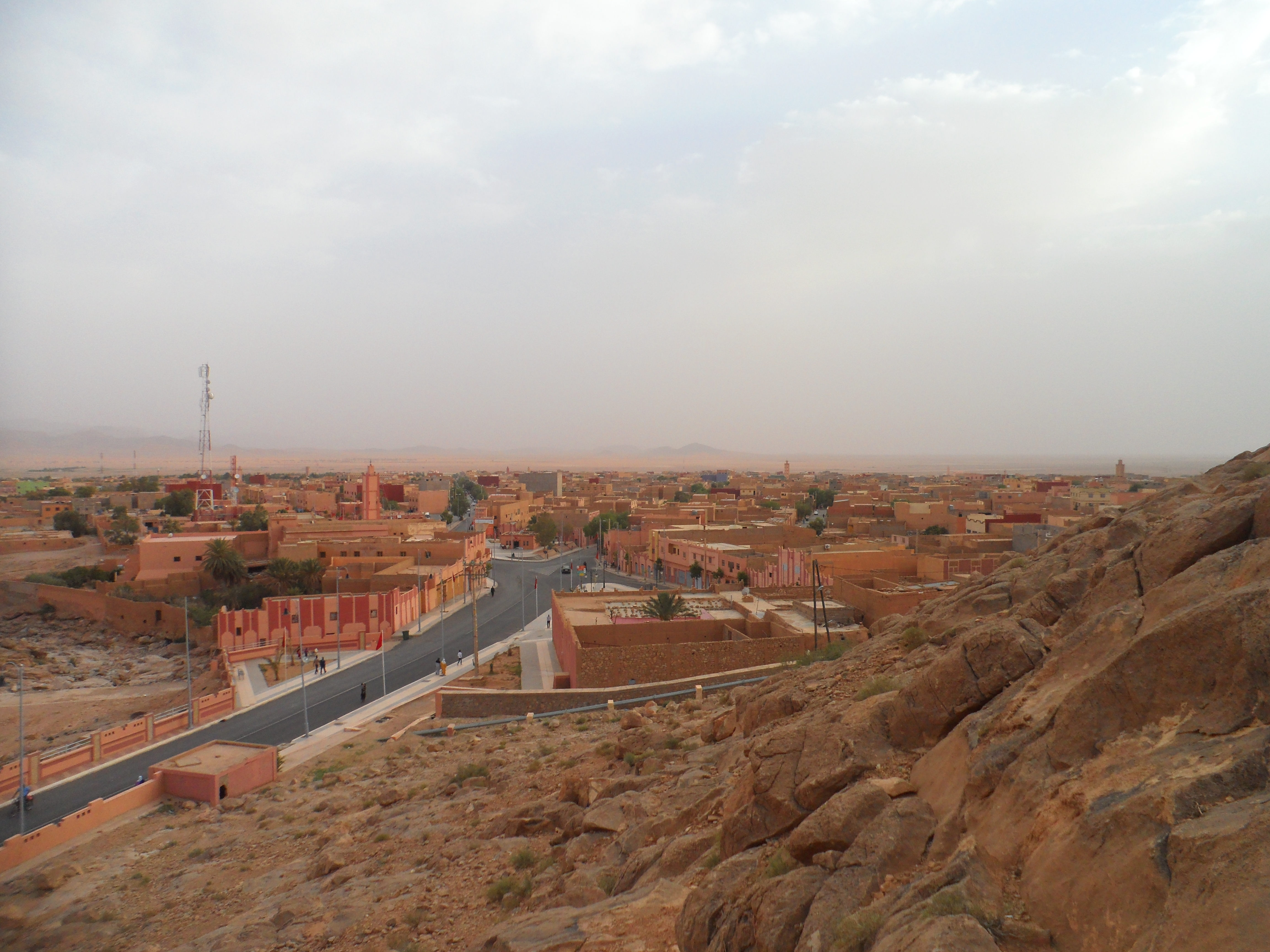

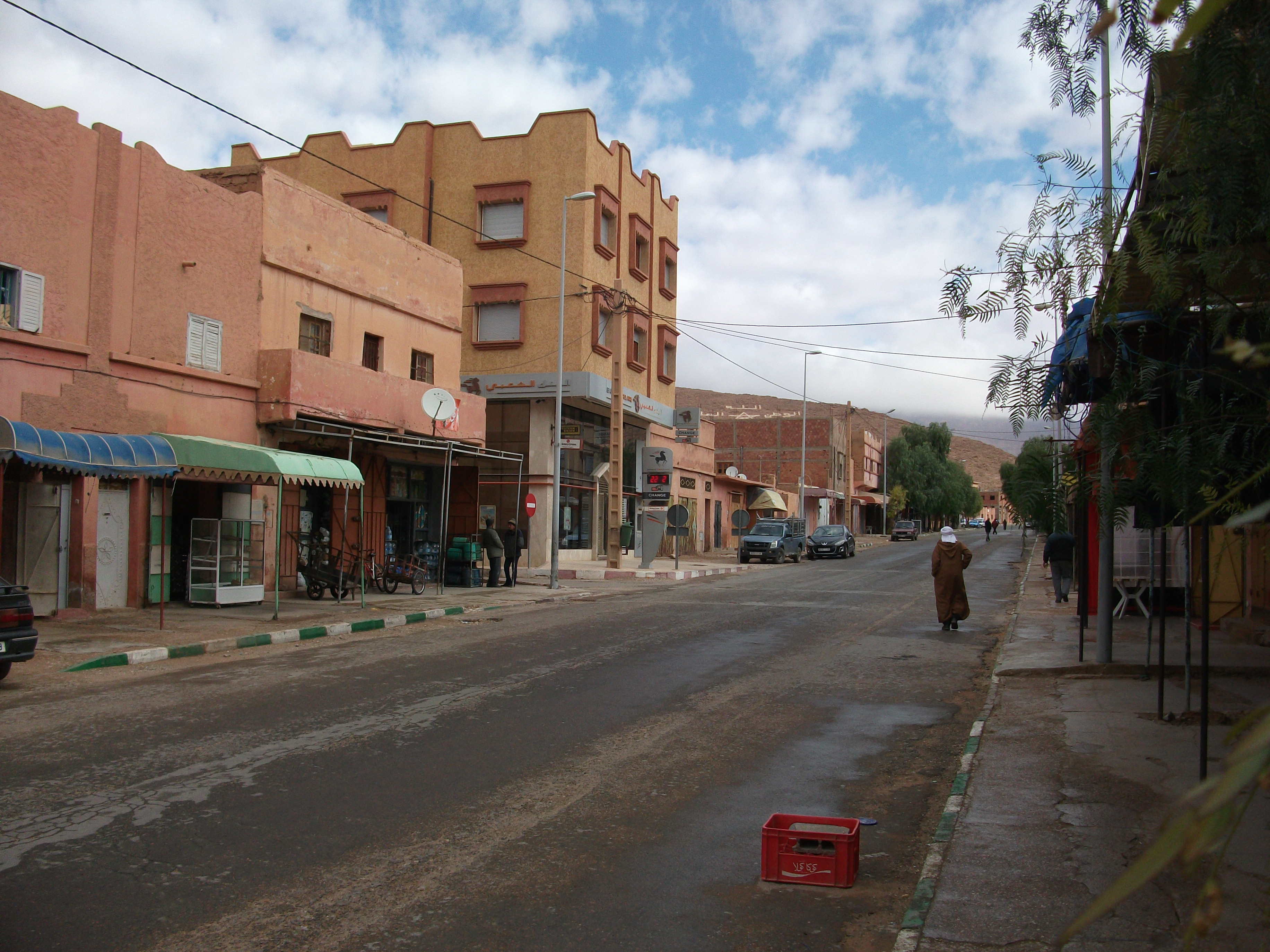

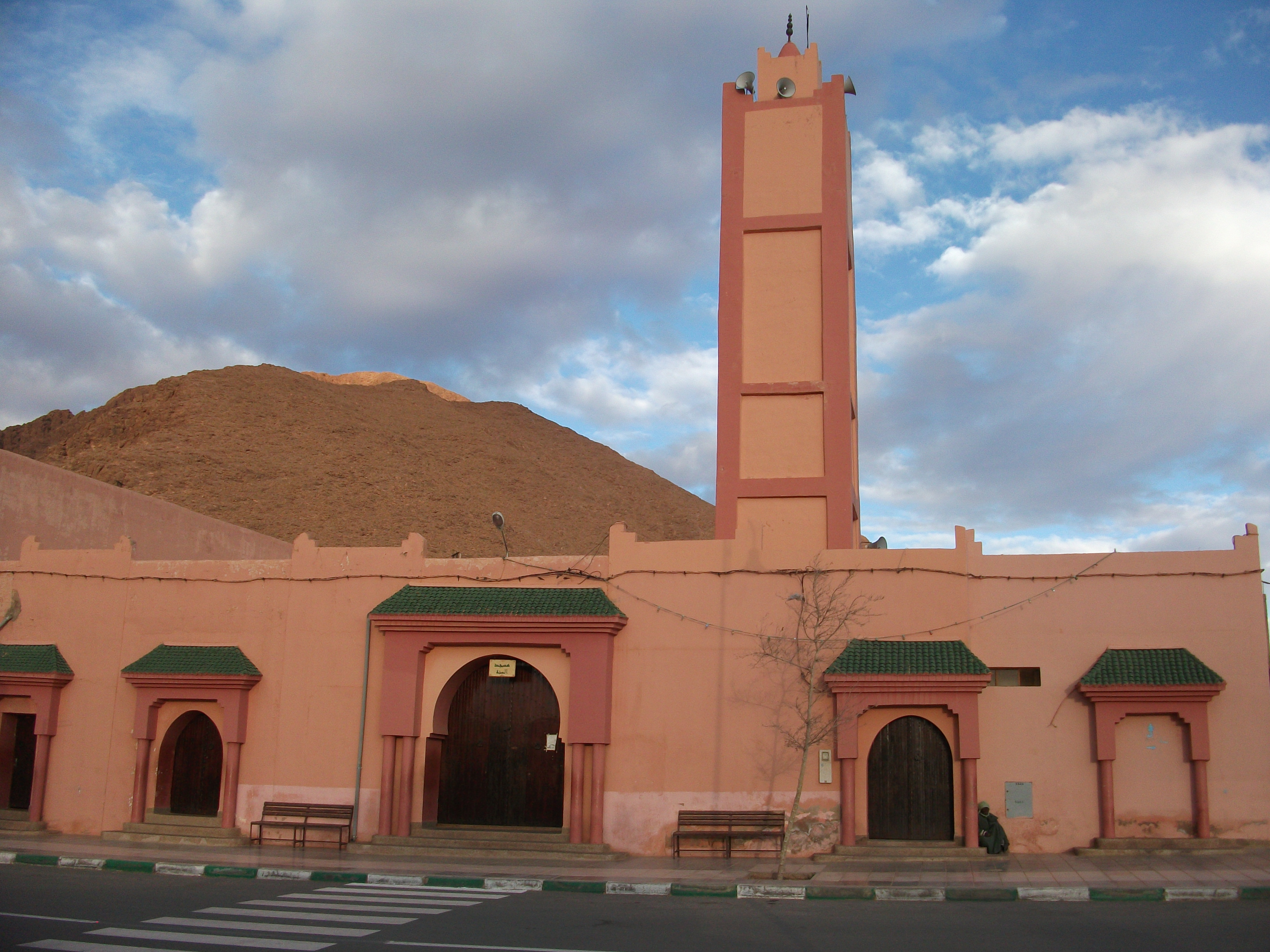

布阿爾費（阿拉伯语：‎），是摩洛哥的城鎮，位於該國東北部，由東部大區負責管轄，是菲吉格省的首府，面積6平方公里，海拔高度1,150米，2014年人口28,946，人口密度每平方公里4,544人。